# Badminton (bande dessinée)
Pour les articles homonymes, voir Badminton (homonymie).
Badminton est une série de bande dessinée créée en 1974 par Marc Hardy et Mittéï dans le no 1898 du journal Spirou.

## Publication

### Albums
- 1 Badminton en Amazonie, Éditions Michel Deligne, Bruxelles, 1979
Scénario : Mittéï - Dessin : Marc Hardy - Couleurs : N&B

### Revues
- Badminton en Amazonie, publiée en 1974 du no 1898 au no 1904 et du no 1941 au no 1945 du journal Spirou.
- Badminton contre la bête, publiée en 1980 du no 2211 au no 2221 du journal Spirou.